# Aich, Šentvid ob Glini
Aich je naselje v Občini Šentvid ob Glini v Okraju Šentvid ob Glini na Koroškem v Avstriji.